# Boussay, Loire-Atlantique

Boussay este o comună în departamentul Loire-Atlantique, Franța. În 2009 avea o populație de 2,652 de locuitori.